# Walter Butler (1er marquis d'Ormonde)
Walter Butler (5 février 1770 - 10 août 1820) est un pair et homme politique irlandais. 

## Biographie
En partie pour soutenir son train de vie extravagant, Walter renonce à son droit héréditaire à l'octroi du prisage des vins d'Irlande pour une énorme somme d'argent. Le droit a été accordé au 4e chef majordome d'Irlande par Edouard Ier d'Angleterre. Entre 1789 et 1796, il siège pour le comté de Kilkenny à la Chambre des communes irlandaise.
Il est gouverneur et Custos Rotulorum du comté de Kilkenny et conseiller privé en Irlande. Il est également colonel de la milice de Kilkenny .

## Famille
Il est le fils de John Butler (17e comte d'Ormonde) et de Frances Susan Elizabeth Wandesford. Il épouse Anna Maria Catherine Clarke, fille de Joseph Hart Pryce Clarke, le 17 mars 1805. Elle est l'héritière, en tant que nièce de Godfrey Bagnall Clarke, du domaine de Sutton Scarsdale. Comme ils n'ont pas d'enfants, le marquisat s'éteint ; le comté d'Ormonde, cependant, passe à son frère James Wandesford Butler, qui devient par la suite le premier marquis d'Ormonde de la deuxième création, et est fait baron Butler de Llanthony dans la pairie du Royaume-Uni. Les propriétés du Derbyshire sont vendues et Richard Arkwright Junior réunit Sutton Scarsdale Hall avec le domaine ,.